# Karin Priester
Pour les articles homonymes, voir Priester.
Karin Priester (née le 29 décembre 1941 à Gleiwitz et morte le 25 avril 2020 à Münster) est une historienne et politologue allemande.

## Biographie
Karin Priester naît le 29 décembre 1941.
Elle étudie les langues romanes, l'histoire, la philosophie et les sciences politiques aux universités de Cologne, d'Aix-en-Provence, de Berlin et de Florence. Elle obtient son doctorat en histoire et son habilitation en sciences politiques à l'université de Marbourg avec une thèse sur la théorie de l'État du marxisme italien. Après avoir occupé des postes de professeur à l'université de Giessen et à l' École supérieure polytechnique de Rhénanie-Westphalie, elle est professeure de sociologie politique à l'université de Münster en Westphalie à partir de 1980. En février 2007, elle est professeure émérite. Par la suite, Karin Priester s'intéresse principalement aux thèmes du populisme et de l'extrémisme de droite. Ses nombreuses publications reflètent un large éventail d'intérêts et comprennent également des œuvres littéraires et biographiques.
Karin Priester meurt le 25 avril 2020 à Münster, à l'âge de 78 ans.

## Publications
- Der italienische Faschismus. Ökonomische und ideologische Grundlagen, Pahl-Rugenstein Verlag, Köln 1972.
- Studien zur Staatstheorie des italienischen Marxismus: Gramsci und Della Volpe. Campus-Verlag, Frankfurt am Main 1981 (zugl. Univ.Habil.-Schr.).
- Hat der Eurokommunismus eine Zukunft? Perspektiven und Grenzen des Systemwandels in Westeuropa, Beck, München 1982.
- Rassismus und kulturelle Differenz. Lit, Münster 1997.
- Mythos Tod. Tod und Todeserleben in der modernen Literatur, Philo Verlag, Berlin 2001.
- Mary Shelley. Die Frau, die Frankenstein erfand. Eine Biografie, Langen Müller Verlag, München 2001[3].
- Mary Wollstonecraft. Ein Leben für die Frauenrechte, Langen-Müller, München 2002[4].
- Rassismus. Eine Sozialgeschichte, Reclam-Verlag, Leipzig 2003.
- Geschichte der Langobarden. Gesellschaft – Kultur – Alltagsleben, Konrad Theiss Verlag, Stuttgart 2004.
- Populismus. Historische und aktuelle Erscheinungsformen, Campus, Frankfurt am Main 2007.
- Rechter und linker Populismus: Annäherung an ein Chamäleon. Campus, Frankfurt am Main 2012.
- Das Phänomen des Berlusconismus. In: Peter Bathke, Anke Hoffstadt (Hrsg.): Die neuen Rechten in Europa. Zwischen Neoliberalismus und Rassismus, Köln 2013.
- Mystik und Politik. Ernesto Laclau, Chantal Mouffe und die radikale Demokratie, Würzburg 2014.
- Warum Europäer in den Heiligen Krieg ziehen. Der Dschihadismus als rechtsradikale Jugendbewegung, Frankfurt am Main 2017 (die erste Ausgabe wurde vom Verlag zurückgerufen[5])
- Rechtspopulismus – ein umstrittenes theoretisches und politisches Phänomen. In: Fabian Virchow, Martin Langebach und Alexander Häusler (Hrsg.): Handbuch Rechtsextremismus, VS Verlag für Sozialwissenschaften, Wiesbaden 2017.